# Evacanthus flavonervosus
Evacanthus flavonervosus är en insektsart som beskrevs av Melichar 1902. Evacanthus flavonervosus ingår i släktet Evacanthus och familjen dvärgstritar. Inga underarter finns listade i Catalogue of Life.